# Vlăsiabos
Het Vlăsiabos (Roemeens: Codrii Vlăsiei) is het bos dat Boekarest omringt en delen van Ilfov beslaat. Vroeger besloeg het bos heel Zuid-Roemenië.
Vlăsiabos (Codrii Vlăsiei) betekent "bos van de Vlachen" (Roemenen, Walachen), een naam die de Zuid-Slaven hebben gegeven die nabije vlaktes bewoonden. Om preciezer te zijn betekent Codrii "bos" in het Roemeens en Vlăsia komt van het Slavische Vlas, dat Vlach betekent. 
Het dichte bos was erg belangrijk en strategisch, en werd dan ook door vele woiwoden gebruikt om tegenstanders te verslaan. In 1456 versloeg Vlad Țepeș zijn vijand Vladislav Dan bij Târgșor, een dorp gelegen aan de rand van het bos. Ook versloeg Vlad het Ottomaanse leger bij Târgșor. Ook werd er gedacht dat hier de Bojaren Vlad hadden vermoord. Later werd het bos een plek voor struikroverij en Heidukken en andere roverij.
Tussen 1692 en 1700 werd er een bestrate weg (genaamd Podul Mogoșoaiei) dwars door het bos gebouwd die het centrum van Boekarest met het Mogoșoiapaleis van Constantin Brâncoveanu zou verbinden. De weg werd gemaakt van eikenhout. De meeste wegen in de Balkan waren modderig in de seizoenen herfst en lente, maar het hout voorkwam dit. In 1842 werd de weg bestraat met kinderkopjes, en later met asfalt. De weg werd sinds de overwinning in de Russisch-Turkse Oorlog van 1877-1878, toen Roemenië onafhankelijk werd verklaard, "Calea Victoriei" genoemd. 
Tot de 19e eeuw was het bos nog intact, toen de Walachen het bos gingen kappen om het hout te gebruiken op het platteland. Tegenwoordig is er nog maar een klein gedeelte van het bos overgebleven, waarvan het meeste ten noorden van Boekarest: bij Snagov, Pustnicul, Cernica, Romanești en Comana.